# Konsult
En konsult är en yrkesutövare som arbetar som specialist inom ett visst område, ofta inom till exempel teknik och ekonomi. En konsult inom juridik kan vara advokat, men behöver inte vara det. I ingenjörsbranschen är det vanligt att arbeta som ingenjörskonsult.
Att vara konsult är inte en yrkesbenämning i sig, utan en alternativ anställningsform, likt bemanning, då konsulten vanligtvis arbetar på uppdragsbasis hos kunder. Det finns dock fler exempel på anställningsformer för konsulter, exempelvis som internkonsult, i vilket fall konsulten har sin arbetsgivare som kund.

## Arbetsvillkor
Konsulter är antingen egna företagare eller anställda av ett konsultföretag. De som är anställda på företaget kan antingen jobba i ett team med flera konsulter eller alternativt på egen hand komma ut och jobba hos kunden i likhet med en vanlig anställd. På senare tid har det även dykt upp mäklare som hjälper kunderna att hitta rätt konsult genom att i sin tur ha ett antal konsultleverantörer knutna till sig (ofta i IT-branschen). Konsultföretag, om så enmansbolag eller större firmor, erbjuder alltså tjänster i form av expertis på ett visst område, alternativt flera områden, vilket affärsmässigt kan likställas med bemanningsbranschen, med undantaget att bemanningsbranschen oftast inriktar sig på mer generell kompetens, ofta för kontinuerliga uppdrag, medan konsultbranschen inriktar sig på mer specifik kompetens, generellt för tillfälliga uppdrag.
Konsultföretag kan organisera uthyrningen av tjänsterna till företag som saknar den aktuella kompetensen. Till exempel en byggkonsult som hjälper en uppdragsgivare att projektera en byggnad i enlighet med beställarens/uppdragsgivarens önskemål. Motivering för ett företag att ta in en konsult kan vara att få in expertkunskap inom ett område där man behöver det. Denna sortens konsult arbetar vanligen friare med egen utrustning och arbete åtminstone delvis i egna lokaler.
Intäktsmodellen för konsultarbete bygger på att erbjuda tjänster till ett lägre pris än de alternativkostnader som uppstått för kunden, om denne valt att anskaffa sig motsvarande arbetskraftskompetens själv. I och med att de flesta konsultuppdrag inte är av kontinuerlig utan tillfällig karaktär, så blir det relativt enkelt att räkna ihop denna modell för kunden, vilket leder till att konsultarbetet vanligtvis kan debitera med relativt goda marginaler.
Uppdrag som konsult, även kallad bemanningskonsult, kan också vara ett alternativ till att anställa folk, ganska likt bemanningsverksamhet, för att minska risker vid konjunkturer. I dessa fall brukar inte konsulten ha kompetens som inte företaget redan har, och ofta är det nyutbildade eftersom många större teknikföretag föredrar att anställa erfarna. Arbetsledning, beviljande av ledighet sker ofta i samråd med kund, något som brukar ses som en definition på personaluthyrning. Vid konsultuppdrag hos kund ansvarar denne vanligen för lokaler och utrustning, vilket gör att konsulten hela tiden arbetar i kundens lokaler. Sådana konsultuppdrag kan vara i åratal per person och kundföretag. De inleds ofta med en intervju, mer eller mindre likt en anställningsintervju. Fördelen för kundföretaget är att uppdraget lätt kan avslutas, när man behöver färre personer, och att konsulten lätt kan flyttas mellan olika avdelningar efter behov, vilket är svårare med anställda. Fördelen för konsultfirman eller bemanningsföretaget är att de kan ta betalt betydligt mer än vad de betalar ut till konsulten. I dagens arbetsmarknadsekonomi är det inte ovanligt att konsultfirman också tar på sig en marknadsorganiserande roll, likt market makers, fast då mer riktad mot klientens operativa sida, snarare än finansiella sida.
Fördelen för konsulten är att det ofta leder till ett omväxlande arbetsliv, men ständigt skifte av uppgifter och arbetsplats kan leda till en känsla av rotlöshet. För att vara attraktiva för sina anställda, erbjuds åtminstone de mer erfarna fast anställning. Det finns en regel i a-kassan, som innebär att den som arbetat åt ett bemanningsföretag inte får a-kassa mellan uppdrag om personen fortfarande står till bemanningsföretagets förfogande, något som även gäller konsultföretag. Detta finns för att avskräcka från tillfälliga anställningar per uppdrag.

## Konsultprofil[2]
Som ett verktyg för att marknadsföra konsulten och visa på dess kompetens så används en beskrivning som kallas konsultprofil.[källa behövs]
Konsultprofilen visar, på samma sätt som i ett cv, en persons yrkesmeriter men fokuserar oftast mindre på tidigare anställningar och mer på enskilda uppdrag. De personliga egenskaperna är ofta nedtonade eller saknas helt.
En konsult kan inom ramen för sitt uppdrag behöva dela upp sitt perspektiv på ärendet i flera dimensioner - exempelvis tidsdimensionen, rumdimensionen och den systemrekursiva dimensionen, för att kunna skapa sig en klarare bild över situationen.
En konsult kan antingen vara branschspecialiserad mot en eller ett fåtal sektorer, eller erbjuda mer generell kompetens, som kan användas över flertalet sektorer.